# بيت مونرو
بيت مونرو (بالإنجليزية: Pete Munro)‏ هو لاعب كرة قاعدة أمريكي، ولد في 14 يونيو 1975 في فلاشينغ ‏ في الولايات المتحدة.

## وصلات خارجية
- بيت مونرو على موقعبيزبول رفرنس.كوم (الدوري الرئيسي) (الإنجليزية)
- بيت مونرو على موقعبيزبول رفرنس.كوم (الدوري الثانوي) (الإنجليزية)
- بيت مونرو على موقع مشجعي الرسوم البيانية (الإنجليزية)